# Cassapanca

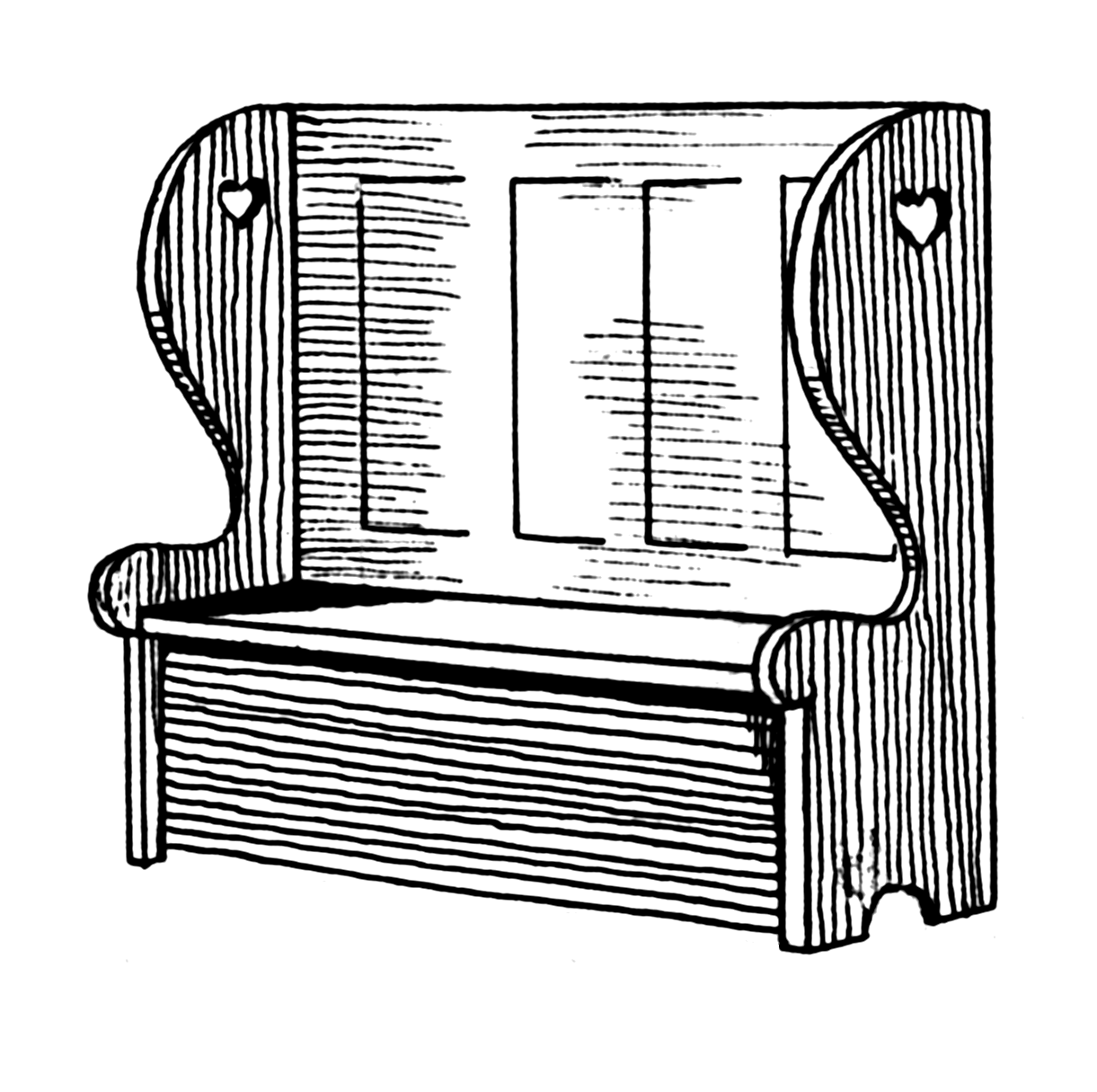

Cassapanca – mebel służący do siedzenia będący prototypem kanapy, ława z pełnym oparciem pod kątem prostym względem siedzenia i podłokietnikami, ustawiana na podeście. Została rozpowszechniona w renesansie. Jej poprzednikiem była cassone – ozdobna skrzynia. 